# Pilotrichum armatum
Pilotrichum armatum är en bladmossart som beskrevs av Brotherus 1920. Pilotrichum armatum ingår i släktet Pilotrichum och familjen Daltoniaceae. Inga underarter finns listade i Catalogue of Life.